# Eduware
EduWare is het geheel aan hardware, (educatieve-) software en ICT-infrastructuur dat nodig is om het onderwijsleerproces te ondersteunen of te verrijken. In een beperkt aantal situaties worden deze drie onderdelen apart benoemd, maar meestal zijn ze, vanuit de onderwijskundige kant gezien, onlosmakelijk met elkaar verbonden. Met EduWare worden alle ICT-gerelateerde hulpmiddelen bedoeld die nodig zijn om het leren zelf en de organisatie van leerprocessen te ondersteunen.
Terwijl er bij een elektronische leeromgeving de nadruk ligt op het beschikbaar stellen van lesmateriaal, het (in project-groepen) samenwerken aan een opdracht en het bijhouden van de leervorderingen, ligt er bij EduWare de nadruk op het eigenlijke (adaptieve) leerproces van de (individueel) lerende.
EduWare biedt docent en lerende ondersteuning in het zo optimaal afstemmen van de aangeboden lesstof op maat van de lerende. Het zorgt voor de instructie (bijvoorbeeld via web-lectures), past de vraagstelling en het niveau aan, aan het niveau en de leerstijl van de lerende,
EduWare omvat de technische voorzieningen (hardware, software en telecommunicatie-infrastructuur) die de interactie faciliteert tussen:
1. de eigenlijke instructie in de vorm van bijvoorbeeld een web-lecture
2. het tussentijds meten in hoeverre de inzicht in de aangeboden leerstof is toegomen
3. het adaptief aanbieden van de volgende lesstof
4. het bijhouden van de vorderingen
5. het genereren van actuele overzichten voor de docent
6. de docent voorzien van adequate informatie waarop er door de docent gerichte handelingen kunnen worden ingezet.

Andere begrippen die geassocieerd kunnen worden met EduWare zijn e-learning, CourseWare, Course Management System, Learning Management System (LMS) en Learning Analytics.

## Software
Voorbeelden van EduWare zijn:

### Open source
- The Khan Academy